# Ultrasurf
Ultrasurf — бесплатная утилита для обхода цензурных ограничений в Интернете, созданная компанией UltraReach в 2002 году. Программное обеспечение было разработано китайскими диссидентами как средство, позволяющее пользователям Интернета в КНР обойти Великий китайский файрвол. В 2011 году, Ultrasurf имело более 11 миллионов пользователей по всему миру. Также он оценивается как «самый эффективный» инструмент обхода блокировок, согласно исследованию Гарвардского университета в 2007 году, в 2011 году Freedom House поставил его на четвёртое место.

## История
UltraReach был основан в Кремниевой долине в 2001 году. Основателями группы были китайские диссиденты, связанные с новым религиозным движением Фалуньгун, и Ultrasurf был первоначально разработан, чтобы позволить пользователям Интернета в Китае избежать цензуры и контроля в Интернете. В 2011 году количество пользователей UltraReach достигло одиннадцати миллионов по всему миру. Во время Арабской весны UltraReach зафиксировал почти 700 % всплеск трафика из Туниса. Подобные всплески появлялись во время беспорядков и в других регионах, таких как Тибет и Бирма в период Шафрановой революции.
Ultrasurf финансируется, в частности, Агентством США по глобальным медиа, которое управляет такими вещательными структурами, как Голос Америки и Радио Свободная Азия.

## Принцип работы

### Клиент (ПО)
Ultrasurf является бесплатным для загрузки и не требует установки. Ultrasurf не устанавливает никаких дополнительных файлов на компьютере пользователя и не оставляет следов в реестре после его выхода. Для удаления программного обеспечения пользователю необходимо только удалить файл u.exe. Он доступен на платформе Windows (также есть бета версии для Linux и Mac) и работает по умолчанию через Internet Explorer, также имеет дополнительный плагин для браузеров Firefox и Chromium.

### Сервер
Программное обеспечение работает путём создания зашифрованного туннеля HTTPS между компьютером пользователя и центральной базой собственных прокси-серверов, что позволяет пользователям обходить брандмауэры. Программное обеспечение использует сложные, собственные технологии антиблокировки для преодоления фильтрации и цензуры в Интернете. Согласно журналу Wired, Ultrasurf изменяет IP-адреса своих прокси-серверов до 10 000 раз в час. На стороне сервера, во время анализа в 2011 году, было обнаружено, что сеть UltraReach использует программное обеспечение squid и ziproxy, а также ISC BIND сервера самонастройки и сеть открытых рекурсивных DNS-серверов, которые не находятся под контролем UltraReach.
UltraReach используется внутренний фильтр контента, который блокирует некоторые сайты, такие как те, что считаются порнографического или оскорбительного содержания. По данным журнала Wired: «Это отчасти потому, что их сети не хватает пропускной способности, чтобы разместить столько данных тяжелого трафика, и потому, что Фалуньгун осуждает эротику». Кроме того, критикующий Фалуньгун сайт facts.org.cn, который, как утверждается, находится в ведении китайского правительства, также недоступен через Ultrasurf (на ноябрь 2020 года этот факт не подтверждается, доступ к указанному сайту через прокси-серверы Ultrasurf возможен без ограничения).

## Критика
Журнал Wired в 2010 году назвал Ultrasurf «одним из самых важных для свободы слова инструментов в Интернете».
В 2010 году, журнал ComputerBild присвоил UltraSurf 9.8 пятое место из семи тестируемых анонимайзеров, отметив среди достоинств бесплатность и положительный результат на обеспечение анонимности, а среди недостатков низкую (в среднем 16,9 секунд) скорость загрузки страниц и отсутствие русскоязычного интерфейса, тем не менее, признав утилиту оптимальным выбором.